# Ваврінець Граділек
Ваврінець Граділек (чеськ. Vavřinec Hradilek, 10 березня 1987) — чеський веслувальник, олімпійський медаліст.

## Виступи на Олімпіадах
| Олімпіада   | Дисципліна               | Місце   |
| ----------- | ------------------------ | ------- |
| Пекін 2008  | байдарка-одиночка, салом | 11 r2/3 |
| Лондон 2012 | байдарка-одиночка, салом | 2       |
| Лондон 2012 | байдарка-двійка, слалом  | 9       |